# Marie-Ève Pelletier
Marie-Ève Pelletier (Québec, 18 mei 1982) is een voormalig tennisspeelster uit Canada. Zij begon op vijfjarige leeftijd met het spelen van tennis. Haar favoriete ondergrond is hardcourt. Zij speelt rechtshandig en heeft een tweehandige backhand. Zij was actief in het proftennis van 1998 tot 2013.

## Loopbaan

### Enkelspel
Pelletier debuteerde in 1997 op het ITF-toernooi van Puerto Vallarta (Mexico). Zij stond in 2000 voor het eerst in een finale, op het ITF-toernooi van Nanking (China) – zij verloor van de Chinese Li Na. Enkele weken later veroverde Pelletier haar eerste titel, op het ITF-toernooi van Virginia Beach (VS), door de Paraguayaanse Rossana de los Ríos te verslaan. In totaal won zij drie ITF-titels, de laatste in 2012 in El Paso (VS).
In 1998 speelde Pelletier voor het eerst op een WTA-hoofdtoernooi, op het toernooi van Québec. Haar beste resultaat op de WTA-toernooien is het bereiken van de kwartfinale, op het toernooi van Haiderabad in 2005.
Bij haar enige deelname aan een grandslamtoernooi strandde zij in de eerste ronde. Haar hoogste notering op de WTA-ranglijst is de 106e plaats, die zij bereikte in juni 2005.

### Dubbelspel
Pelletier behaalde in het dubbelspel betere resultaten dan in het enkelspel. Zij debuteerde in 1997 op het ITF-toernooi van Culiacán (Mexico), samen met landgenote Petia Marinova. Zij stond in 1999 voor het eerst in een finale, op het ITF-toernooi van Baltimore (VS), samen met de Amerikaanse Lauren Kalvaria – hier veroverde zij haar eerste titel, door het Amerikaanse duo Candice de la Torre en Nadia Johnston te verslaan. In totaal won zij 25 ITF-titels, de laatste in 2012 in Granby (Canada), samen met landgenote Sharon Fichman.
In 1998 speelde Pelletier voor het eerst op een WTA-hoofdtoernooi, op het toernooi van Québec, samen met landgenote Jana Nejedly. Haar beste resultaat op de WTA-toernooien is het bereiken van de halve finale, wat haar negen keer lukte:
1. Viña del Mar 2008 met  Maria Fernanda Alves
2. Québec 2008 met  Chanelle Scheepers
3. Estoril 2009 met  Julie Coin
4. Rosmalen 2009 met  Nathalie Dechy
5. Bogota 2010 met  Marija Koryttseva
6. Monterrey 2010 met  Julie Coin
7. ^Charleston 2010 met  Jekaterina Makarova
8. Québec 2012 met  Julie Coin
9. Auckland 2013 met  Julie Coin

^Het toernooi van Charleston is degene met de hoogste categorie: "Premier".
Haar beste resultaat op de grandslamtoernooien is het bereiken van de tweede ronde. Haar hoogste notering op de WTA-ranglijst is de 54e plaats, die zij bereikte in april 2010, na het bereiken van de halve finale in Charleston.

### Tennis in teamverband
In de periode 2002–2012 maakte Pelletier bijna jaarlijks deel uit van het Canadese Fed Cup-team – zij behaalde daar een winst/verlies-balans van 25–15.

## Posities op deWTA-ranglijst
Positie per einde seizoen:
| jaartal | ranking enkelspel | ranking dubbelspel |
| ------- | ----------------- | ------------------ |
| 1998    | 669               | 808                |
| 1999    | 611               | 284                |
| 2000    | 210               | 385                |
| 2001    | 145               | 192                |
| 2002    | 159               | 211                |
| 2003    | 191               | 219                |
| 2004    | 147               | 230                |
| 2005    | 144               | 240                |
| 2006    | 256               | 139                |
| 2007    | 158               | 141                |
| 2008    | 286               | 95                 |
| 2009    | 426               | 66                 |
| 2010    | 476               | 80                 |
| 2011    | 316               | 118                |
| 2012    | 201               | 115                |
| 2013    | –                 | 392                |

## Prestatietabel grandslamtoernooien
| Legenda | Legenda                          |
| ------- | -------------------------------- |
| g.t.    | geen toernooi gehouden           |
| l.c.    | lagere categorie                 |
| –       | niet deelgenomen                 |
| G       | uitgeschakeld in de groepsfase   |
| 1R      | uitgeschakeld in de eerste ronde |
| 2R      | uitgeschakeld in de tweede ronde |
| 3R      | uitgeschakeld in de derde ronde  |
| 4R      | uitgeschakeld in de vierde ronde |
| KF      | uitgeschakeld in de kwartfinale  |
| HF      | uitgeschakeld in de halve finale |
| F       | de finale verloren               |
| W       | het toernooi gewonnen            |
| w-v     | winst/verlies-balans             |

### Enkelspel
| Toernooi        | 2004 |
| --------------- | ---- |
| Australian Open | 1R   |
| Roland Garros   | –    |
| Wimbledon       | –    |
| US Open         | –    |

### Vrouwendubbelspel
| Toernooi        | 2005 |    | 2009 | 2010 | 2011 |
| --------------- | ---- | -- | ---- | ---- | ---- |
| Australian Open | –    | –  | 2R   | 1R   |      |
| Roland Garros   | –    | –  | 1R   | –    |      |
| Wimbledon       | 1R   | –  | 1R   | –    |      |
| US Open         | –    | 2R | 1R   | –    |      |

### Gemengd dubbelspel
| Toernooi        | 2010 |
| --------------- | ---- |
| Australian Open | –    |
| Roland Garros   | –    |
| Wimbledon       | 1R   |
| US Open         | –    |